# Tabuinha de execração de Pela

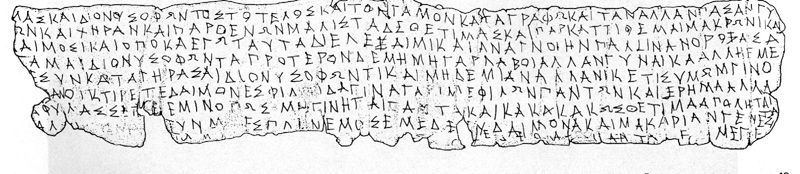
A Execração de Pela, do prof. Radcliffe G. Edmonds III (Bryn Mawr College).

A Tabuinha de execração de Pela é uma maldição ou conjuro (em grego: κατάδεσμος, katadesmos) inscrita numa prancha de chumbo, que data do século IV ou III a.C.
Foi encontrada em Pela (à época, capital do reino da Macedônia) em 1986 e publicada em the Hellenic Dialectology Jornal em 1993. É possivelmente o único texto testemunhado da língua macedônia antiga (O. Masson).
É um feitiço mágico ou conjuro de amor escrito por uma mulher, possivelmente chamada Dagina, cujo amante Dionisofonto (Dionysophōn, "a voz de Dioniso") está aparentemente a ponto de se casar com Thétimas ou Thétima ('a que honra aos deuses'; a forma padrão ática seria Theotimē). 
Dagina invoca "Mácron e os demônios" (parkattithemai makrōni kai [tois] daimosi, que em ático seria para-kata-tithemai) para conseguir que Dionisofonto se despose com ela em vez de com Thétima, e para que nunca se despose com outra mulher, a menos que ela mesma recupere e desenvolva o rolo.
Os katadesmoi eram execrações escritas sobre material não perecível, como chumbo, pedra ou argila cozida, e eram enterrados em segredo para assegurar a sua integridade física, que garantiria a permanência dos seus pretendidos efeitos.
A língua é uma forma severa mas claramente identificável do dialeto dórico, e o baixo status social da sua autora, como é evidenciado pelo seu vocabulário e crença na magia, alude a uma forma única de dórico falada por leigos em Pela, à época em que a tabuinha foi escrita.
Brixhe e Panayotou  acreditam que é provável a origem macedônia do texto, mas sugestionam que a população de Pela não era homogeneamente autóctone, e preferem esperar por um segundo achado antes de fazer uma declaração definitiva.
Antes da publicação das conclusões da tabela, em 1993, sugeriu-se que o dórico poderia ter sido falado na Macedônia pré-helênica como um segundo dialeto além de um dialeto macedônio (Rhomiopoulou, 1980).

## Texto e tradução
- [ΘΕΤΙ]ΜΑΣ ΚΑΙ ΔΙΟΝΥΣΟΦΩΝΤΟΣ ΤΟ ΤΕΛΟΣ ΚΑΙ ΤΟΝ ΓΑΜΟΝ ΚΑΤΑΓΡΑΦΩ ΚΑΙ ΤΑΝ ΑΛΛΑΝ ΠΑΣΑΝ ΓΥ

No casamento oficial de [Theti]mas e Dionisofonto eu escrevo esta maldição, e a todas as demais
- [ΝΑΙΚ]ΩΝ ΚΑΙ ΧΗΡΑΝ ΚΑΙ ΠΑΡΘΕΝΩΝ ΜΑΛΙΣΤΑ ΔΕ ΘΕΤΙΜΑΣ ΚΑΙ ΠΑΡΚΑΤΤΙΘΕΜΑΙ ΜΑΚΡΩΝΙ ΚΑΙ

esposa[s], viúvas e virgens, mas a Thétima em particular, eu as confio a Mácron e
- [ΤΟΙΣ] ΔΑΙΜΟΣΙ ΚΑΙ ΟΠΟΚΑ ΕΓΟ ΤΑΥΤΑ ΔΙΕΛΕΞΑΙΜΙ ΚΑΙ ΑΝΑΓΝΟΙΗΝ ΠΑΛLΙΝ ΑΝΟΡΟΞΑΣΑ

a[os] demônios, que somente quando desenterre e desenrole e releia isto,
- [ΤΟΚΑ] ΓΑΜΑΙ ΔΙΟΝΥΣΟΦΩΝΤΑ ΠΡΟΤΕΡΟΝ ΔΕ ΜΗ ΜΗ ΓΑΡ ΛΑΒΟΙ ΑΛΛΑΝ ΓΥΝΑΙΚΑ ΑΛΛ Η ΕΜΕ

[então] elas poderão desposar Dionisofonto, mas não antes; e que nunca possa desposar -se com outra mulher além [de mim];
- [ΕΜΕ Δ]Ε ΣΥΝΚΑΤΑΓΗΡΑΣΑΙ ΔΙΟΝΥΣΟΦΩΝΤΙ ΚΑΙ ΜΗΔΕΜΙΑΝ ΑΛΛΑΝ ΙΚΕΤΙΣ ΥΜΩΝ ΓΙΝΟ

e [eu] possa envelhecer junto a Dionisofonto e ninguém mais. Eu [sou] a vossa suplicante:
- [ΜΑΙ ΦΙΛ]ΑΝ ΟΙΚΤΙΡΕΤΕ ΔΑΙΜΟΝΕΣ ΦΙΛ[Ο]Ι ΔΑΓΙΝΑΓΑΡΙΜΕ ΦΙΛΩΝ ΠΑΝΤΩΝ ΚΑΙ ΕΡΗΜΑ ΑΛΛΑ

tende compasão de [vosso amado], queridos demônios, Dagina (?), pois abandonei todos os meus amados.
- (....)Α ΦΥΛΑΣΣΕΤΕ ΕΜΙΝ Ο[Π]ΩΣ ΜΗ ΓΙΝΕΤΑΙ ΤΑ[Υ]ΤΑ ΚΑΙ ΚΑΚΑ ΚΑΚΩΣ ΘΕΤΙΜΑ ΑΠΟΛΗΤΑΙ

Mas, por favor, protegei isto pelo meu bem para que estas coisas não me ocorram e a infeliz Thétima pereça horrivelmente
- (....)ΑΛ[-].ΥΝΜ.. ΕΣΠΛΗΝ ΕΜΟΣ ΕΜΕ ΔΕ [Ε]Υ[Δ]ΑΙΜΟΝΑ ΚΑΙ ΜΑΚΑΡΙΑΝ ΓΕΝΕΣΤΑΙ

e a mim me conceda [fe]licidade e tal...
- [-]ΤΟ(.).[-].(..)..Ε.Ε.Ω[?]Α.(.)Ε..ΜΕΓΕ [-]

## Data e transcendência
A tabuinha foi  datada pelos editores originais por volta da "metade do século IV a.C. ou um pouco antes (pela forma das letras, e pela ortografia)". Porém, o professor Edmonds do Bryn Mawr College prefere datá-la no século III a.C.
A primeira opinião é defendida por OCD , no qual Olivier Masson escreve:
| “ | Ainda em contraste com as opiniões iniciais que a consideram um dialeto eólico [da Macedônia], temos de pensar numa ligação com o noroeste grego (lócrio, etólio, focídeo, epirota). Esta opinião baseia-se na recente descoberta em Pela de uma tabuinha de maldição (século IV a.C.) que pode ser o primeiro texto "macedônio" testemunhado (publicação provisória por E.Voutyras; cf. the Bulletin Epigraphique in Rev. Et. Grec. 1994, no.413); o texto inclui um advérbio opoka, que não é tessálio. | ” |

Da mesma opinião é James L. O'Neil's (da Universidade de Sydney) , na apresentação em 2005 na Conferência da Sociedade Australásica para Estudos Clássicos, intitulada "Doric Forms in Macedonian Inscriptions" (formas dóricas nas inscrições macedônias):
| “ | Uma tabuinha de maldição do século IV a.C. de Pela mostra formas de letras que são claramente dóricas, mas uma variedade de dórico diferente dos dialetos gregos ocidentais das zonas contíguas à Macedônia. Outras três inscrições do século IV, muito breves, são indubitavelmente dóricas. Estas demonstram que um dialeto dórico foi falado na Macedônia, quando esperaríamos encontrar formas gregas ocidentais nos nomes gregos encontrados na Macedônia. E as posteriores inscrições macedônias estão em koiné, evitando as formas sonoras das consoantes tanto do dórico quanto do macedônio. O dialeto macedônio nativo tinha-se tornado inapropriado para os documentos escritos. | ” |